# Penthetria funebris
Penthetria funebris is een muggensoort uit de familie van de zwarte vliegen (Bibionidae). De wetenschappelijke naam van de soort is voor het eerst geldig gepubliceerd in 1804 door Meigen.

## Voorkomen
Er zijn meldingen gemaakt van de soort in bijna heel (West-)Europa: (België, Nederland, Frankrijk, Italië, Duitsland, Zwitserland, Denemarken, Zweden, Polen, Finland, Letland, Litouwen, Slovakije, Hongarije, Roemenië en (Rusland).

## Seksueel dimorfisme
De Penthetria funebris is de enige soort van het geslacht (Penthetria) waarvan de mannetjes brachypteere vleugels hebben (wat wil zeggen dat ze kort gevleugeld zijn) waardoor de mannetjes niet kunnen vliegen. Bij de vrouwtjes daarentegen, zijn de vleugels wel voledig ontwikkeld, waardoor zij wel kunnen vliegen.

## Levenscyclus
De larven van de Penthetria funebris zijn saprotroof, de larven leven op afgevallen bladeren. De volwassen individuen zijn actief tussen maart en mei, met name in april. De volwassen individuen leven ongeveer 1 maand.